# 畝傍山
畝傍山（うねびやま）は、奈良盆地南部に位置する山である。かつては「畝火山」、「雲根火山」、「宇禰縻夜摩」とも記され、「慈明寺山」、「御峯山」などと呼ばれることもあった。万葉集の中では「瑞山」（みずやま）とも詠まれた。天香久山、耳成山とともに大和三山と呼ばれ、2005年（平成17年）7月14日には他の2山とともに国の名勝に指定された。標高は198.8メートルと三山の中では最も高い。ただし、山頂にある三等三角点の標高は198.49メートルである。歴史的風土特別保存地区にも指定されている。

## 概要
畝傍とは「火がうねる」の意味である。田の畝のようにくねくねした尾根を多く持つことから名付けられたともいわれる。瀬戸内火山帯に属しており、古代人がこの山を火山と認識していた可能性も考えられる。事実、頂上近くの緩い傾斜面になっている部分は、黒雲母安山岩から形成され、ざくろ石黒雲母流紋岩の流離構造を示す貫入岩も存在する。ただし、きれいな釣鐘型の火山のような山容を持つが、中新世に噴出した火山岩が侵食されて、その一部のみが残存した侵食地形である。噴火時の大きさは現在の2倍以上であったとされる。中腹以下の部分は片麻岩によって形成されている。
江戸時代より以前は、山上に70以上もの寺院があったと指摘されている。現代でも西麓には曹洞宗慈明寺が残る。本寺の傍に畝火山口神社がある。明治に入ってから、国は神武天皇の宮（畝傍橿原宮）があったとされる畝傍山の麓に橿原神宮を興し、それまで多武峰で奉斎してきた神武天皇の「御霊」を移したとされる。付近には藤原京跡、飛鳥京跡などの都城跡や数々の古墳がある。
大正時代までは山腹に洞村（208戸）が存在していたが、天皇陵を見下ろしているとして1916年（大正6年）に集団移転させられた出来事（洞村移転問題）もあった。
山頂への登山口は、東麓の橿原神宮側と、西麓の畝火山口神社側がある。現在、山頂からは天香久山や耳成山のほか、遠く若草山なども眺望することができ、その山頂には、もとあった畝火山口神社社殿跡が残る。